# 애슬레틱 220 FC
애슬레틱 220 FC(몽골어: Атлетик 220)는 울란바토르를 연고로 하는 몽골의 축구단이다. 현재 몽골 내셔널 프리미어리그에 참가하고 있다.

## 선수 명단

### 현역
- 야마모토 요시미츠
- 켄 무라야마
- 하세가와 츠토무